# Cynotherium sardous
Cynotherium · Dhole de Sardaigne
Genre
Espèce
Le Dhole de Sardaigne (Cynotherium sardous Studiati, 1857) est une espèce éteinte de la famille des Canidae, la seule du genre Cynotherium.

## Présentation
Au Pléistocène, cette espèce était endémique de la Sardaigne et de la Corse, îles qui étaient reliées par un pont terrestre à cette époque. Il a commencé à s’éteindre à partir du moment où les hommes se sont installées sur l’île.
Cette espèce s’est adaptée à son environnement insulaire (peu de place, proies petites et rapides) et est devenue plus petite au cours du temps.
Il semble que Xenocyon soit l’ancêtre du genre Cynotherium. Parfois, on le considère comme un dérivé des dernières populations de Canis arnensis (ou Canis mosbachensis).